# 第43回全日本大学サッカー選手権大会
第43回全日本大学サッカー選手権大会は1994年11月19日から11月27日にかけて開催された全日本大学サッカー選手権大会である。早稲田大学が2年連続10回目の優勝を果たした。

## 概要
9地域の代表15校と総理大臣杯全日本大学サッカートーナメント優勝校が参加した。

### 大会日程
- 1994年11月19日 - 1回戦
- 1994年11月20日 - 準々決勝
- 1994年11月23日 - 準決勝
- 1994年11月27日 - 決勝

### 開催競技場
- 国立競技場（決勝）
- 西が丘サッカー場（準々決勝・準決勝）
- 海老名運動公園（準々決勝）
- 古河市サッカー場（1回戦）
- 秋津サッカー場（1回戦）
- 江戸川区陸上競技場（1回戦）
- 駒沢競技場（1回戦）

## 出場大学
- 東京農業大学（総理大臣杯優勝・13年ぶり14回目）
- 札幌大学（北海道代表・7年連続25回目）
- 仙台大学（東北代表・2年連続14回目）
- 筑波大学（関東第1代表・4年連続21回目）
- 中央大学（関東第2代表・3年連続17回目）
- 早稲田大学（関東第3代表・5年連続23回目）
- 駒澤大学（関東第4代表・初[1]）
- 福井工業大学（北信越代表・2年連続3回目）
- 中京大学（東海代表・4年連続21回目）
- 関西大学（関西第1代表・2年連続6回目）
- 同志社大学（関西第2代表・2年連続13回目）
- 阪南大学（関西第3代表・初）
- 広島大学（中国代表・2年連続9回目）
- 高知大学（四国代表・2年ぶり10回目）
- 鹿屋体育大学（九州第1代表・5年連続6回目）
- 福岡大学（九州第2代表・3年連続21回目）

## 試合日程・結果

### 1回戦
| 1994年11月19日 |

| 筑波大学                  | 4 - 0 | 高知大学 |
| 望月 · 上野 · 吉成 · 興津 |       |          |

| 古河市サッカー場 |

| 1994年11月19日 |

| 東京農業大学 | 1 - 1 延長 (PK 5-4) | 同志社大学 |
| 鈴木         |                     | 川勝       |

| 古河市サッカー場 |

| 1994年11月19日 |

| 中京大学    | 2 - 3 | 福岡大学                   |
| 村田 · 柳沢 |       | 大藤 · オウンゴール · 工藤 |

| 秋津サッカー場 |

| 1994年11月19日 |

| 阪南大学 | 0 - 3 | 早稲田大学     |
|          |       | 外池2 , · 高田 |

| 秋津サッカー場 |

| 1994年11月19日 |

| 中央大学       | 3 - 1 | 仙台大学 |
| 奥原2 , · 尾崎 |       | 関根     |

| 江戸川区陸上競技場 |

| 1994年11月19日 |

| 札幌大学    | 2 - 3 | 関西大学           |
| 新田 · 大館 |       | 長峯 · 横瀬 · 島岡 |

| 江戸川区陸上競技場 |

| 1994年11月19日 |

| 駒澤大学                  | 2 - 1 | 広島大学   |
| 高山 後15分 · 山田 後37分 |       | 渋川 後4分 |

| 駒沢競技場 |

| 1994年11月19日 |

| 福井工業大学 | 0 - 2 | 鹿屋体育大学             |
|              |       | 仁礼 前2分 · 仁礼 後22分 |

| 駒沢競技場 |

### 準々決勝
| 1994年11月20日 |

| 筑波大学 | 0 - 1 | 東京農業大学 |
|          |       | 秋山         |

| 西が丘サッカー場 |

| 1994年11月20日 |

| 福岡大学 | 0 - 5 | 早稲田大学             |
|          |       | 岸2 , · 外池2 , · 秋元 |

| 西が丘サッカー場 |

| 1994年11月20日 |

| 中央大学       | 3 - 1 | 関西大学 |
| 尾崎 · 奥原2 , |       | 永井     |

| 海老名運動公園 |

| 1994年11月20日 |

| 駒澤大学           | 3 - 1 | 鹿屋体育大学 |
| 小阪 · 斉藤 · 松川 |       | 剣持         |

| 海老名運動公園 |

### 準決勝
| 1994年11月23日 |

| 東京農業大学 | 1 - 2 | 早稲田大学                |
| 平山 前26分  |       | 秋元 前31分 · 秋元 前40分 |

| 西が丘サッカー場 |

| 1994年11月23日 |

| 中央大学 | 0 - 2 | 駒澤大学                       |
|          |       | 林 後14分 (pen.) · 栗原 後31分 |

| 西が丘サッカー場 |

### 決勝
| 1994年11月27日 |

| 早稲田大学   | 1 - 1 延長 (PK 4-1) | 駒澤大学     |
| 友近 延前9分 |                     | 小阪 延前1分 |

| 国立競技場 |

## 最終結果
| 第43回全日本大学サッカー選手権大会 優勝チーム |
| --------------------------------------------- |
| 早稲田大学 2年連続10回目                      |

### 表彰

#### 最優秀選手賞
- 斉藤俊秀（早稲田大学）

#### 優秀選手賞
- ベストGK: 河島（早稲田大学）
- ベストDF: 林健太郎（駒澤大学）
- ベストMF: 松川友明（駒澤大学）
- ベストFW: 秋元（早稲田大学）

## 主な出場選手
- 内舘秀樹（仙台大学）
- 大石尚哉（筑波大学）
- 西ヶ谷隆之（筑波大学）
- 大岩剛（筑波大学）
- 阿部敏之（筑波大学）
- 望月重良（筑波大学）
- 興津大三（筑波大学）
- 上野優作（筑波大学）
- 吉成浩司（筑波大学）
- 渡辺毅（中央大学）
- 新條宏喜（中央大学）
- 奥原崇（中央大学）
- 斉藤俊秀（早稲田大学）
- 外池大亮（早稲田大学）
- 友近聡朗（早稲田大学）
- 山田卓也（駒澤大学）
- 林健太郎（駒澤大学）
- 三上和良（駒澤大学）
- 栗原圭介（駒澤大学）
- 松川友明（駒澤大学）
- 本田征治（中京大学）
- 篠田善之（中京大学）
- 栄井健太郎（関西大学）
- 前田信弘（同志社大学）
- 西田吉洋（同志社大学）
- 川勝博康（同志社大学）
- 持山宜丈（阪南大学）
- 石丸清隆（阪南大学）
- 金晃正（阪南大学）
- 柴暢彦（福岡大学）